# Top-rope
Top-rope = Corda em cima (tradução literal). Processo de escalada em que a corda que dá segurança ao escalador é presa acima do usuário. A outra ponta da corda (que não está presa ao escalador) é em geral utilizada pelo escalador que dá segurança.